# TopWare Interactive
TopWare Interactive era una empresa desarrolladora y editora de videojuegos con sede en Karlsruhe, Alemania. Es más conocida por publicar la serie de videojuegos Two Worlds, que en realidad fue creado por Pump Studios.

## Historia
TopWare interactivo se inició en 1995 como una publicación de videojuegos filial de TopWare CD Service AG con sede en Mannheim, Alemania, que incluía dos instalaciones y estudios de desarrollo, ToonTRAXX y TopWare Programy, que más tarde pasó a llamarse a Reality Pump Studios con sede en Polonia. En febrero de 2001, CD TopWare Service AG 'se declaró en quiebra. Todos los derechos, incluyendo tanto los estudios de desarrollo, fueron adquiridos por Zuxxez Entertainment AG.
La compañía fue resucitada por Zuxxez en 2005. En 2011, Zuxxez cambió oficialmente su nombre de nuevo a TopWare Interactive, por lo tanto abandonar por completo la marca Zuxxez. Empresa estadounidense de Topware Interactive AG, Topware Interactive Inc., reveló que estaba desarrollando Battle vs Chess que será publicado por SouthPeak Games. Interplay Entertainment demandó y ganó una orden judicial para detener las ventas en los Estados Unidos. En febrero de 2012, Interplay ganó el caso por incumplimiento y un acuerdo se acordó el 15 de noviembre de 2012. Los términos del acuerdo fueron de $ 200.000 más intereses.

## Títulos publicados

### Premium
- 1996 — Das Schwarze Auge: Schatten über Riva — MS-DOS
- 1997 — Jack Orlando — PC
- 1997 — Earth 2140 — PC
- 1998 — Emergency
- 1998 — Knights and Merchants: The Shattered Kingdom
- 1998 — Earth 2150: Escape from the Blue Planet
- 1999 — Gorky 17
- 1999 — Jagged Alliance 2
- 1999 — Septerra Core: Legacy of the Creator
- 2000 — Earth 2150: The Moon Project
- 2001 — Earth 2150: Lost Souls
- 2001 — World War III: Black Gold
- 2002 — Enclave
- 2001 — Chicken Shoot
- 2002 — Knights and Merchants: The Peasants Rebellion
- 2002 — Heli Heroes
- 2002 — World War II: Panzer Claws
- 2003 — Chicken Shoot 2
- 2003 — KnightShift'
- 2004 — Jagged Alliance 2: Wildfire
- 2004 — I of the Dragon
- 2005 — Earth 2160 — PC
- 2006 — Dream Pinball 3D — PC
- 2007 — Two Worlds — PC, Xbox 360
- 2009 — X-Blades — PC, Xbox 360, PlayStation 3
- 2010 — Two Worlds II — PC, Mac, Xbox 360, PlayStation 3
- 2011 — Two Worlds 2: Pirates of the Flying Fortress — PC, Mac, Xbox 360, PlayStation 3
- 2011 — Battle vs Chess aka Check vs. Mate — PC, Mac, Xbox 360, PlayStation 3, Nintendo Wii
- 2012 — Planets under Attack — PC, Xbox 360, PlayStation 3
- 2012 — Iron Sky: Invasion — PC, Mac, Xbox 360, PlayStation 3
- 2014 — El Grito del Cuervo — PC, Mac, Xbox 360, PlayStation 3
- 2014 — Scivelation — PC, Xbox One, PlayStation 4[1]
- 2014 — Sacrilegium — PC, Mac OS X, Xbox 360, PlayStation 3, Wii U[2]

### Destacados
- Dream Pinball 3D
- Burn
- BoG Arcade
- BoG Role Playing
- BoG Strategy
- WWIII: Black Gold
- World War II: Panzer Claws II
- Kings of Dark Age
- Septerra Core
- Chicken Shoot
- Gorky 17
- Heli Heroes
- Knights & Merchants
- Earth 2140
- Earth 2150
- Earth 2160
- Das Schwarze Auge: Die Schicksalsklinge (1997 re-release)
- Das Schwarze Auge: Sternenschweif (1997 rerelease)
- Das Schwarze Auge: Schatten über Riva (1997 re-release)
- EEP Pro 3.0
- Jack Orlando
- X-Blades
- Gold Games compilation series